# Schams al-Muluk Ismail
Schams al-Muluk Abu’l-Fath Ismail (arabisch شمس الملوك أبو الفتح إسماعيل, DMG Šams al-Mulūk Abūʾl-Fatḥ Ismāʿīl; † 1. Februar 1135 in Damaskus) war ein Atabeg der Buriden-Dynastie von Damaskus. Sein Ehrenname (laqab) lautete übersetzt „Sonne der Könige“.
Ismail war der zweitgeborene Sohn von Tadsch al-Muluk Buri, konnte aber bei dessen Tod 1132 die Nachfolge in der Herrschaft über Damaskus antreten, vermutlich weil der ältere Sohn Sawindsch nach einer Gefangenschaft bei den Zengiden über keine eigene Hausmacht verfügt hatte. Seine Herrschaft begann drangvoll. Zuerst nahm er seinem Bruder Muhammad die Burg Baalbek ab, dann eroberte er am 21. Dezember 1132 Banyas von den Franken zurück. Danach nahm er den Kampf gegen die Zengiden um die Vorherrschaft in Syrien auf und eroberte im Juli 1133 Hama zurück. Um seinen Feind Zengi in einen Zweifrontenkrieg zu zwingen, hat sich Ismail im März 1134 mit Kalif al-Mustarschid verbündet.
Im Sommer 1134 wurde eine gegen Ismail gerichtete Verschwörung aufgedeckt, gegen die er mit äußerster Grausamkeit vorging. Unter anderem ließ er seinen Bruder Sawindsch lebendig einmauern. Danach wollte er den Liebhaber seiner Mutter, der ein alter Gefolgsmann des Vaters war, umbringen lassen, doch konnte dieser nach Palmyra fliehen. Zum Kampf gegen seine Feinde im Innern soll Ismail sogar die Hilfe des Zengi angerufen haben, andernfalls habe er die Abtretung von Damaskus an die Christen des Königreichs Jerusalem beabsichtigt. Bevor Zengi tatsächlich in Damaskus einziehen konnte, wurde Ismail auf Betreiben seiner Mutter am 1. Februar 1135 ermordet, die danach ihren jüngeren Sohn Mahmud als Herrscher installierte und die Stadt gegen Zengi verteidigte.